# (4264) Karljosephine
(4264) Karljosephine es un asteroide perteneciente al cinturón de asteroides, descubierto el 2 de octubre de 1989 por Karl Cwach desde el Observatorio de Siding Spring, Nueva Gales del Sur, Australia.

## Designación y nombre
Designado provisionalmente como 1989 TB. Fue nombrado Karljosephine en homenaje a “Karl Wilhelm Cwach” y “Josephine Anna-Maria Cwach” los padres del descubridor.